# 列塔瓦斯
列塔瓦斯是立陶宛的城市，位於該國西部尤拉河畔，距離普倫蓋25公里，由特爾希艾縣負責管轄，海拔高度106米，市內的發電站在1892年建成，2010年人口3,799。

## 外部連結
- Rietavas homepage （页面存档备份，存于） （立陶宛文）